# 若干皇后
若干皇后（じゃっかんこうごう、生没年不詳）は、西魏の恭帝元廓の皇后。本貫は代郡武川鎮。

## 経歴
若干恵の娘として生まれた。容色に優れており、斉王元廓に迎えられ、妃に立てられた。554年（恭帝元年）、元廓が即位すると、彼女は皇后に立てられた。後に出家して尼となり、仏寺で死去した。諡号はなかった。

## 伝記資料
- 『北史』巻13 列伝第1